# Шик, Артур
Артур Шик (пол. Artur Szyk [ˈartur ʃɪk], 16 июня 1894 — 13 сентября 1951) — польско-еврейский художник, на протяжении всей своей карьеры работавший в основном как иллюстратор книг и политический художник. Артур Шик родился в процветающей еврейской семье среднего класса в Лодзи, в той части Польши, которая находилась под властью России в XIX веке. С 1921 года он жил и создавал свои произведения в основном во Франции и Польше, а в 1937 году переехал в Великобританию. В 1940 году он поселился на постоянной основе в Соединённых Штатах, где ему было предоставлено американское гражданство в 1948 году.
Артур Шик стал известным художником и книжным иллюстратором ещё в период между двумя мировыми войнами. Его работы экспонировались и публиковались не только в Польше, но и во Франции, Великобритании, Израиле и США. Тем не менее, он приобрел широкую популярность в Соединённых Штатах, прежде всего, благодаря своим политическим карикатурам, в которых, после начала Второй мировой войны, он резко критиковал политику и личности лидеров стран «оси». После войны он также посвятил себя политическим вопросам, особенно поддержке создания государства Израиль.
Работы Шика по своему содержанию можно охарактеризовать как социально и политически ориентированные, а в плане техники — они характеризуются отказом от модернизма и принятием традиций средневековой и ренессансной живописи, особенно иллюминированных рукописей тех периодов. В отличие от большинства карикатуристов, Шик всегда проявлял большое внимание к колористическим эффектам и деталям в своих работах.
В наши дни Шик остаётся известным и часто выставляемым художником только в Соединённых Штатах. Несмотря на это, выставки в Польше и Германии знакомят Европу с одним из самых плодовитых художников Второй мировой войны.

## Происхождение и молодость
Артур Шик, сын Александра Соломона Шика и его жены Евгении Рогацкой, родился в Лодзи, Царстве Польском, в то время входившем в Российскую империю, 16 июня 1894 года. Соломон Шик был директором текстильной фабрики до июня 1905 года, когда, во время восстания в Лодзи один из его работников вылил ему на лицо кислоту, навсегда ослепив его.
Шик проявил художественный талант с детства: когда ему было шесть лет, он рисовал эскизы Ихэтуаньского восстания в Китае. И хотя его семья была культурно ассимилирована и не практиковала ортодоксальный иудаизм, Артуру также нравилось рисовать сюжеты из Еврейской Библии. Интерес и талант мальчика побудили его отца отправить сына в Париж, чтобы учиться в Академии Жюлиана, студийной школе, популярной среди французских и иностранных студентов. В Париже Шик был обучен всем современным тенденциям в искусстве, однако он решил пойти своим путем, который был тесно связан с традицией. Особенно его привлекало средневековое искусство иллюстрированных рукописей, которое сильно повлияло на его более поздние работы. Во время учёбы в Париже Шик оставался тесно связанным с общественной и гражданской жизнью Лодзи. В течение 1912—1914 годов художник-подросток создавал многочисленные рисунки и карикатуры на современные политические темы, которые были опубликованы в Лодзинском сатирическом журнале Śmiech («Смех»).
После четырёх лет во Франции Шик вернулся в Польшу в 1913 году и продолжил обучение в классе Теодора Аксентовича в Академии изящных искусств Яна Матейко в Кракове, бывшем в то время находилась под австрийским правлением. Он не только посещал лекции и занятия, но и активно участвовал в культурной жизни Кракова. Он не забыл свой родной город Лодзь — он разработал декорации и костюмы для кабаре Би-ба-бо в Лодзи. Политическое участие и национальное идентичность художника также углубились в это время: Шик считал себя польским патриотом, но он также гордился тем, что был евреем, и он часто выступал против антисемитизма в своих работах. В начале 1914 года Шик в группе с другими польско-еврейскими художниками и писателями отправился в путешествие в Палестину, организованное Еврейским культурным обществом Хазамир (иврит: соловей). Там он наблюдал за усилиями еврейских поселенцев, работающих на благо будущего еврейского государства.
Визит был прерван началом Первой мировой войны. Шик, который был подданным Российской Империи, был вынужден покинуть Палестину, которая в то время была частью Османской империи, и вернуться в свою страну в августе 1914 года. Он был призван в русскую армию и сражался в Лодзинском сражении в ноябре / декабре 1914 года, но в начале 1915 года ему удалось бежать из армии и провести остаток войны в своем родном городе. Он также использовал время, проведенное в русской армии, для рисования русских солдат и опубликовал эти рисунки в качестве открыток в том же году (1915). 14 сентября 1916 года Артур Шик женился на Юлии Ликерман. Их сын Джордж родился в следующем году, а их дочь Александра в 1922 году.

## Между двух войн

### В возрожденной Польше
После того, как Польша восстановила независимость в 1918 году, Шик полностью развил свою художественную деятельность, сочетая её со своими политическими воззрениями. В 1919 году, под влиянием событий немецкой революции 1918—1919 годов, он опубликовал вместе с поэтом Юлианом Тувимом свою первую книгу политических иллюстраций: «Rewolucja w Niemczech» («Революция в Германии»), которая была сатирой на немцев, которым нужно согласие кайзера и военных, даже чтобы начать революцию. В том же году Шик снова должен был принять участие в войне, на этот раз в польско-советской (1919—1920 гг.), во время которой он служил офицером польской кавалерии и художественным руководителем отдела пропаганды польской армии в Лодзи.

### Во Франции
В 1921 году Артур Шик и его семья переехали в Париж, где они оставались до 1933 года. Переезд в Париж ознаменовался прорывом в формальном аспекте произведений Шика. В то время как предыдущие книжные иллюстрации Шика были рисунками пером и тушью (Шик иллюстрировал шесть книг до 1925 года, в том числе три, изданные на идиш), иллюстрации к книгам, изданным в Париже, были полны цвета и деталей. Первой книгой, иллюстрированной таким образом, была Книга Эстер (Le livre d’Esther, 1925), за которой последовал диалог Гюстава Флобера «Искушение Святого Антония» (La tentation de Saint Antoine, 1926), роман Пьера Бенуа «Колодец Якова» (Le puits de Jacob, 1927) и другие книги. Те иллюстрации, которые характеризуются богатым разнообразием цветов и подробным изложением, сознательно ссылаются на средневековые и ренессансные традиции освещения рукописей, часто с вкраплениями современных элементов. Шик проявил себя даже как один из персонажей в Книге Эстер. Единственное стилистическое исключение — иллюстрации к двухтомному сборнику юмористических анекдотов о евреях «Le juif qui rit» (1926/27), в котором художник вернулся к простой черно-белой графике. Репутацию художника укрепили выставки, которые были организованы галереей Огюста Декура (художественная галерея впервые выставила работы Шика в 1922 году), Рисунки Шика были приобретены министром образования и изобразительных искусств Анатолем де Монзи и нью-йоркским бизнесменом Гарри Глемби.
У Шика было много возможностей путешествовать с пользой для своего искусства. В 1922 году он провел семь недель в Марокко, тогдашнем протекторате Франции, где он нарисовал портрет паши Марракеша, и в качестве посла доброй воли он получил Орден Академических пальм от французского правительства за эту работу. В 1931 году его пригласили в Лигу Наций в Женеве, где он начал иллюстрировать устав Лиги. Художник сделал некоторые страницы устава, но не завершил эту работу из-за своего разочарования политикой организации в 1930-х годах.
|  |  |  |
|  |  |  |

### Устав Калиша и Джордж Вашингтон
Во время своего пребывания во Франции Шик поддерживал связи с Польшей. Он часто бывал на родине, иллюстрировал книги, выставлял там свои работы. Во второй половине 1920-х годов он проиллюстрировал Калишский статут - хартию свобод, которая была предоставлена евреям Болеславом Благочестивым в 1264 году. В 1926—1928 годах он создал богатое графическое оформление Устава на 45 страниц, показывающего вклад евреев в польское общество. Например, их участие в борьбе за независимость Польши во время январского восстания 1863 года и в польских легионах в Первой мировой войне под командованием Юзефа Пилсудского, которому Шик также посвятил свою работу. Устав Калиша был опубликован в виде книги в Мюнхене в 1932 году, но приобрел популярность ещё раньше, когда открытки с репродукциями иллюстраций Шика были опубликованы в Кракове в 1927 году. Его оригинальное искусство было показано на выставках в Варшаве, Лодзи и Калише в 1929 году, а в 1932—1933 годах была проведена «Передвижная выставка произведений Артура Шика», на которой был представлен Устав. В знак признания за его работу польское правительство наградило его Крестом Заслуги.
Ещё одна серия исторических работ, созданных Шиком, называлась «Вашингтон и его времена», которую он начал в Париже в 1930 году. В этой серии, включавшей в себя 38 акварелей, были изображены события американской войны за независимость, дань уважения первому президенту Соединённых Штатов и Американской нации в целом. Эта серия была представлена на выставке в Библиотеке Конгресса в Вашингтоне, округ Колумбия, в 1934 году. Она принесла ещё одну награду Шику — на этот раз медаль Джорджа Вашингтона.
|  |  |  |

### Пасхальная Аггада и переезд в Лондон
Искусство Шика стало ещё более политически ориентированным, когда Гитлер пришёл к власти в Германии в 1933 году. Шик начал рисовать карикатуры на немецкого фюрера именно тогда. Вероятно, первым был карандашный рисунок Гитлера, одетого как древнеегипетский фараон. Эти рисунки предвосхитили ещё одну большую серию рисунков Шика — Агаду, которая считается его великим опусом. Агада — очень важная и популярная история в еврейской культуре и религии об исходе евреев из древнего Египта, которую читают каждый год во время пасхального застолья. Шик проиллюстрировал Агаду в 48 миниатюрах в период с 1934 по 1936 годы. Антисемитская политика в Германии побудила Шика ввести в неё некоторые современные элементы. Например, он написал еврейскую притчу о четырёх сыновьях, в которой «злой сын» изображался как человек в немецкой одежде, с гитлеровскими усами и зелёной альпийской шляпой. В 1937 году Артур Шик отправился в Лондон, чтобы проконтролировать публикацию Агады. Однако в течение трёх лет, ведущих к его публикации, художнику пришлось согласиться на множество компромиссов, например, закрасить свастики, присутствующие в его иллюстрациях. Не ясно, сделал ли он это под давлением своего издателя или британских политиков, проводивших политику умиротворения в отношении Германии. Агада была, наконец опубликована в 1940 году с переводом (с иврита) и комментарием британского еврейского историка Сесила Рота. Работа имела положительные оценки критиков, согласно The Times of London Literary Supplement она «достойна быть в числе самых красивых книг, которые когда-либо создавала рука человека». В то время это была самая дорогая новая книга в мире, каждая из 250 лимитированных копий продавалась за 100 гиней или 520 долларов США.
- Артур Шик (1894—1951). Гитлер в образе Фараона (c. 1933)
- Артур Шик (1894-1951). Аггада, Семья на седере(1935), Лодзь, Польша
- Артур Шик (1894-1951). Аггада, Четыре вопроса (1935), Лодзь, Польша
- Arthur Szyk (1894-1951). Аггада, Четыре сына (1934), Лодзь, Польша
- Arthur Szyk (1894-1951). Аггада. Страница посвящения на французском языке(1935), Лодзь, Польша

### Всемирная ярмарка в Нью-Йорке 1939 года
Последней крупной выставкой произведений Шика перед началом Второй мировой войны была презентация его картин на Всемирной выставке в Нью-Йорке в апреле 1939 года. В польском павильоне были представлены 23 картины Шика, изображающие вклад поляков в историю Соединённых Штатов; во многих работах особо подчеркивались исторические политические связи между двумя странами, как бы напоминая зрителю, что Польша оставалась подходящим союзником в неспокойное время. Двадцать изображений были воспроизведены как открытки в Кракове в 1938 году, и были доступны для продажи.
|  |  |

## Вторая мировая война

### Реакция на начало войны
Вторжение Германии в Польшу застало Шика в Британии, где он руководил публикацией Аггады и продолжал выставлять свои работы. Художник немедленно отреагировал на начало Второй мировой войны, создав произведения на эту тему. Одна особенность, которая отличала Шика от других карикатуристов, которые были активны во время Второй мировой войны, состояла в том, что он концентрировался на представлении врага в своих работах и редко изображал лидеров или солдат союзников. Это было характерной чертой работы Шика до конца войны. В январе 1940 года выставка из его 72 карикатур под названием War and «Kultur» in Poland ,"Война и культура в Польше", открылась в Обществе изобразительного искусства в Лондоне, и была хорошо принята критиками.
Шик рисовал все больше карикатур, направленных на Страны «оси» и их лидеров, и его популярность неуклонно росла. В 1940 году американский издатель G.P. Putnam’s Sons предложил опубликовать коллекцию его рисунков. Шик согласился, и в результате вышла книга 1941 года «Новый порядок», доступная за несколько месяцев до вступления США в войну.
|  |  |

### Переезд в Соединенные Штаты и военные карикатуры
В начале июля 1940 года при поддержке британского и польского правительства Артур Шик покинул Великобританию и отправился в Северную Америку с целью популяризации в Новом Свете борьбы британской и польской наций против нацизма. Его первым пунктом назначения на континенте была Канада, где средства массовой информации с энтузиазмом приветствовали его, и писали о его участии в борьбе с нацистской Германией. В декабре 1940 года Шик с женой и дочерью отправились в Нью-Йорк, где он жил до 1945 года. Его сын Джордж поступил на службу в Свободные французские силы под командованием генерала Шарля де Голля.
Вскоре после прибытия в США Шик был вдохновлен речью Рузвельта, произнесенной в ежегодном обращении к Конгрессу «О положении в стране» в 1941 году, чтобы проиллюстрировать «Четыре свободы». Эти иллюстрации использовались в качестве плакатов во время войны, и появились на Премии Четырёх свобод, которая была вручена Гарри Трумэну, Джорджу Маршаллу и Герберту Х. Леману. Шик стал чрезвычайно популярным художником в своей новой родной стране, особенно после нападения Японии на Перл-Харбор и вступления США в войну. Его карикатуры на лидеров стран «оси» (Гитлера, Муссолини, Хирохито) и другие рисунки появлялись практически повсюду: в газетах, журналах (включая «Тайм» (обложка карикатуры на адмирала Исороку Ямамото в декабре 1941 года), «Эсквайра» и «Кольер») на плакатах, открытках и марках, в светских, религиозных и военных изданиях, на общественных и военных зданиях. Он также создавал рекламу Coca-Cola и US Steel, выставлялся в галереях M. Knodler & Co., Andre Seligmann, Inc., Messrs. Wildenstein & Co., в Филадельфийском художественном альянсе, в Бруклинском музее, во Дворце Почетного легиона в Сан-Франциско и вБелом доме. В течение военных лет в Соединённых Штатах было проведено более 25 выставок. В конце войны, в 1945 году, его рисунок « Two Down and One to Go» был использован в пропагандистском фильме, призывающем американских солдат к окончательному нападению на Японию. Согласно журналу Esquire, плакаты с рисунками Шика пользовались ещё большей популярностью среди американских солдат, чем девушки-пинап, заполонившие стены американских военных баз. В общей сложности более миллиона американских солдат видели репродукцию Шика в примерно 500 местах, находящихся под управлением Организации Объединённых Наций.

### Социальная справедливость в тылу
Несмотря на то, что Шик был яростным противником нацистской Германии и остальных стран «оси», он не избегал тем, которые представляли участников антигитлеровской коалиции в менее благоприятном свете. Шик раскритиковал Великобританию за её политику на Ближнем Востоке, особенно за практику введения ограничений на эмиграцию евреев в Палестину. Шик также раскритиковал очевидную пассивность американо-еврейских организаций по отношению к трагедии своих европейских собратьев. Он поддержал работу Гилеля Кука, также известного как Питер Бергсон, член сионистской организации Иргун, которая организовала рекламную кампанию в американском обществе, целью которой было привлечь внимание американской общественности к судьбе европейских евреев. Шик проиллюстрировал, например, полностраничную рекламу (иногда с копией сценариста Бена Хекта), которая была опубликована в «Нью-Йорк таймс». Художник также высказывался против расовой напряженности в Соединённых Штатах и критиковал тот факт, что чернокожее население не имело тех же прав, что и белые. На одном из его рисунков два американских солдата — один чёрный и один белый — сопровождают немецких военнопленных. Когда белый спрашивает чёрного: «А что бы вы сделали с Гитлером?», чёрный отвечает: «Я бы сделал его негром и бросил бы его где-нибудь в США».
Отношение Шика к своей родной стране, Польше, было очень интересным и полным противоречий. Несмотря на то, что он считал себя евреем и поляком и на своих рисунках изображал страдания поляков (не только еврейского происхождения) на оккупированных Россией польских территориях, хотя он и получал финансовую поддержку польского правительства (по крайней мере, в начале войны). Шик иногда представлял это правительство в негативном свете, особенно в конце Второй мировой войны. В скандальном рисунке, датированном 1944 годом, группа спорящих польских политиков изображена как противники Рузвельта, Иосифа Сталина, «большевистского агента» Уинстона Черчилля, и в то же время сторонники отца Чарльза Кофлина, также известного своими антисемитскими взглядами как «(национальная) демократия» и «(национальный) социализм». Около 1943 года Шик, бывший участник польско-советской войны, также полностью изменил свое мнение о Советском Союзе. Его рисунок 1944 года уже изображает солдата Народной армии Польши поддерживаемой Москвой рядом с солдатом Красной армии, оба освобождают Польшу.

### Книжные иллюстрации
Хотя карикатуры доминировали над художественным произведением Шика во время войны, он все же был занят и в других областях искусства. В 1940 году американский издатель Джордж Мэйси, увидевший его иллюстрации к Аггаде на выставке в Лондоне, попросил Шика проиллюстрировать «Рубаи», сборник стихов иранского поэта Омара Хайяма. В 1943 году художник начал работу над иллюстрациями для Книги Иова, изданной в 1946 году, он также иллюстрировал сборники сказок Ханса Кристиана Андерсена (Andersen’s Fairy Tales, 1945) и Шарля Перро (Mother Goose, который не был опубликован).

## Послевоенное время
В 1945 году Артур Шик и его семья переехали из Нью-Йорка в Нью-Кейнан, Коннектикут, где он жил до конца своей жизни. Конец войны освободил его от обязанности бороться с нацизмом с помощью карикатур. Большая коллекция рисунков периода войны была опубликована издательством «Heritage Press» в 1946 году в виде книги Ink and Blood: A Book of Drawings (пер. с англ.:Чернила и кровь: книга рисунков). Художник вернулся к книжным иллюстрациям, работая, например, над «Кентерберийскими сказками» Джеффри Чосера и, в частности, над книгами, рассказывающими библейские истории, такими как «Путь через Библию» Мортимера Дж. Коэна (1946), «Книга Иова» (1946), ''Книга Руфи'' (1947), ''Десять заповедей'' (1947), История Иосифа и его братьев (1949). Некоторые из книг, проиллюстрированных Шиком, были опубликованы посмертно, в том числе «Аравийские ночи» (1954) и «Книга Эстер» (1974). Он также был уполномочен канадским предпринимателем и знатоком марок Касимиром Билески создать иллюстрации для серии марок «Визуальная история народов» (или Организации Объединённых Наций). Хотя этот проект так и не был реализован, Шик разработал дизайн обложек альбомов для более чем дюжины стран, включая Соединённые Штаты, Польшу, Великобританию и Израиль.
Артур Шик получил американское гражданство 22 мая 1948 года, но, как сообщается, он пережил самый счастливый день в своей жизни за восемь дней до этого: 14 мая, в день объявления Декларации независимости Израиля. Артур Шик ознаменовал это событие созданием богато украшенного еврейского текста декларации. Два года спустя, 4 июля 1950 года, он также продемонстрировал расписанный текст Декларации независимости Соединённых Штатов. Художник продолжал участвовать в политической жизни своей страны, критикуя политику маккартизма (повсеместная атмосфера подозрений и поиска сторонников коммунизма в американских художественных и академических кругах) и признаков расизма. Один из его известных рисунков 1949 года показывает двух вооружённых членов Ку-клукс-клана, приближающихся к связанному афроамериканцу; подпись к рисунку гласит: «Не прощай их, Господи, потому что они знают, что делают». Как и многие откровенные художники своей эпохи, Шик подозревался Комиссией по расследованию антиамериканской деятельности, которая обвинила его в том, что он является членом подозрительных коммунистических организаций. Сам Шик, однако, отверг эти обвинения в предполагаемой симпатии к коммунизму; его сын Джордж послал судье Саймону Рифкинду меморандум, настаивающий на невиновности Шика.
Артур Шик умер от сердечного приступа в городе Нью-Кейнан 13 сентября 1951 года.

## Наследие
Огромная популярность, которой Шик пользовался в Соединённых Штатах и в Европе при его жизни, постепенно ослабела после его смерти. С 1960-х до конца 1980-х годов работы художника редко выставлялись в американских музеях. Это изменилось в 1991 году, когда в округе Ориндж, штат Калифорния, была основана некоммерческая организация The Arthur Szyk Society. Основатель Общества Джордж Гуч заново открыл работы Шика и организовал выставку «Arthur Szyk — Illuminator» (пер. с англ.:Артур Шик — Иллюминатор) в Лос-Анджелесе. В 1997 году местопребывание Общества было перенесено в Берлингейм, штат Калифорния, и был избран новый Совет попечителей во главе с раввином, куратором и антикваром Ирвином Унгаром. Результатом работы Общества стало проведение многих выставок произведений Шика в американских городах в 1990-х и 2000-х годах. Общество также поддерживает большой образовательный веб-сайт, проводит лекции и выпускает публикации о художнике. В апреле 2017 года коллекция его работ Унгара, состоящая из 450 картин, рисунков и эскизов, была приобретена Калифорнийским университетом за 10,1 млн долларов, благодаря пожертвованию Тауба Филантрописа.
Последние персональные выставки Шика :
- «Arthur Szyk: Soldier in Art», New-York Historical Society, New York City (September 15, 2017 — January 21, 2018)
- «Arthur Szyk and the Art of the Haggadah», Contemporary Jewish Museum, San Francisco (February 13 to June 29, 2014)
- «Arthur Szyk: Miniature Paintings and Modern Illuminations», California Palace of the Legion of Honor, San Francisco (December 10, 2010 to March 27, 2011)
- «A One-Man Army: The Art of Arthur Szyk», Holocaust Museum Houston (October 20, 2008 — February 8, 2009)
- «Arthur Szyk — Drawing Against National Socialism and Terror», [51] Deutsches Historisches Museum (DHM), Berlin, Germany (August 29, 2008 — January 4, 2009)
- «The Art and Politics of Arthur Szyk», United States Holocaust Memorial Museum, Washington, D.C. (April 10 — October 14, 2002)
- «Arthur Szyk: Artist for Freedom», Library of Congress (December 9, 1999 — May 6, 2000)
- «Justice Illuminated: The Art of Arthur Szyk», Spertus Institute for Jewish Learning and Leadership, Chicago (August 16, 1998 — February 28, 1999)—later traveled throughout Poland: Warsaw, Jewish Historical Institute; Łódź, Museum of the City of Łódź; and Kraków, Center for Jewish Culture.